# Teorema di Kutta-Žukovskij
Il teorema di Kutta-Žukovskij afferma che, in un campo potenziale, la portanza per unità di apertura, agente su un corpo in un flusso irrotazionale (una delle ipotesi di campo potenziale), è il prodotto della circolazione attorno alla sezione del corpo stesso, per la densità e per la velocità relativa del flusso indisturbato rispetto al corpo. Mentre la sua resistenza è nulla:
{\displaystyle {\begin{cases}D=0\\L=\rho U_{\displaystyle \infty }\Gamma \end{cases}}}
dove:
- D è la resistenza
- L è la portanza per unità di apertura
- ρ è la densità del fluido
- {\displaystyle U_{\displaystyle \infty }} è il modulo della velocità del flusso indisturbato
- Γ è la circolazione.

Questa soluzione si trova sovrapponendo le soluzioni di vortice libero, doppietta e corrente uniforme della teoria potenziale. Usando l'equazione di Bernoulli si ricava il valore della pressione e quindi quello di portanza e resistenza.